# تجربة الضياع في المركز التجاري

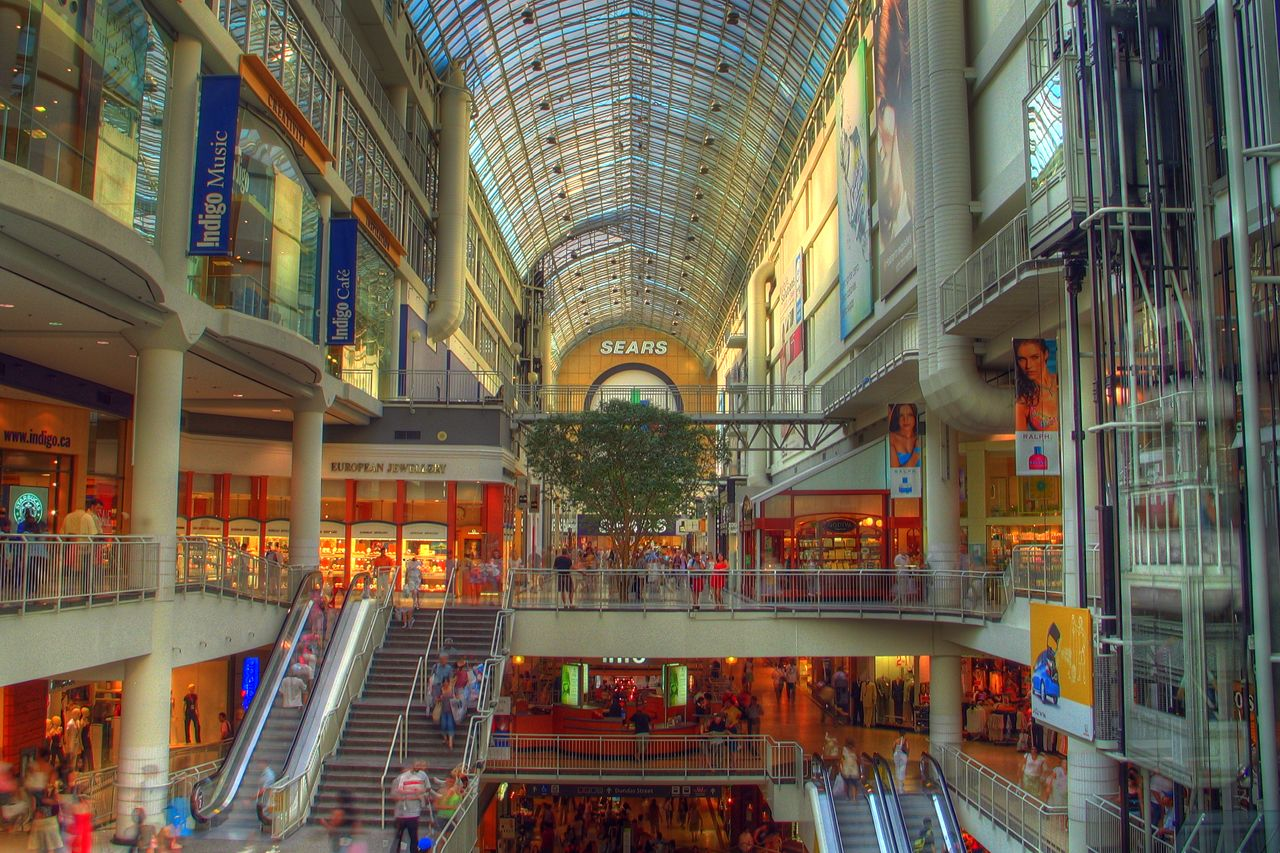
تضمنت تجربة الضيع في المركز التجاري توجيه بعض الأشخاص لتذكّر بعض الأحداث التي لم تقع لهم يومًا كحادثة ضياع في مركز تجاري أثناء الطفولة

تقنية الضياع في المركز التجاري، أو تجربة الضياع في المركز التجاري (بالإنجليزية: Lost in the mall technique)  هي تجربة وُضعت لأول مرة من قبل جيم كوان (Jim Coan)، وهو طالب في المرحلة الجامعية من دراسة علم النفس. وهي تجربة تدعم الادعاء القائل بأنه من الممكن زرع ذكريات لأحداث لم تقع أبدًا داخل أدمغة البشر. وقد تم تطوير هذه التقنية في سياق الجدل الذي كان دائرًا حول وجود الذكريات المكبوتة والذكريات الكاذبة.

## منهجية الدراسة

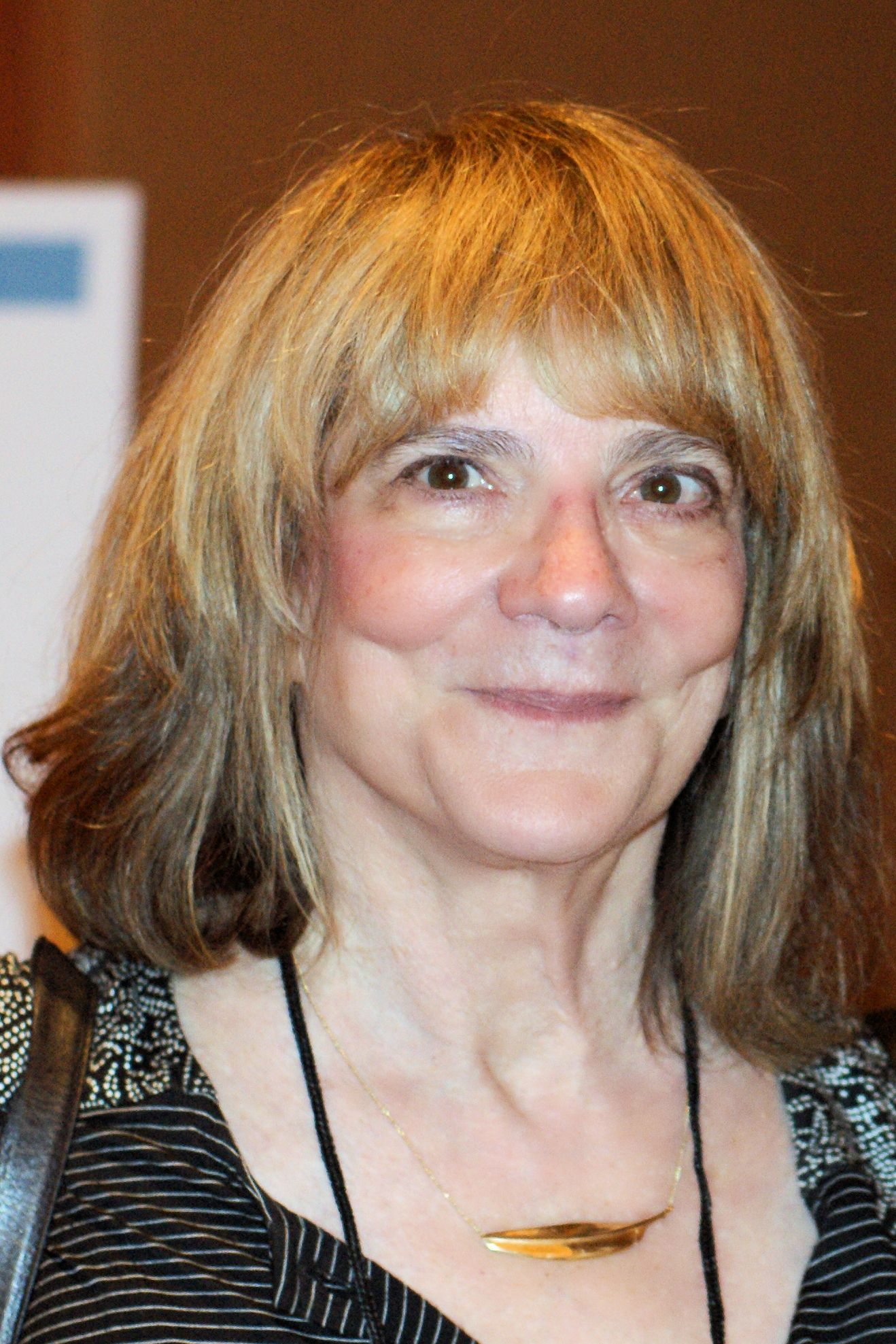
(إليزابيث لوفتس) أستاذ علم النفس المعرفي الأمريكية والخبيرة في الذاكرة البشرية (الصورة ملتقطة عام 2011)

قام الطالب الجامعي (جيم كوان) بإجراء أو تجربة من هذا القبيل كنوع من الواجبات المنزلية التي قد تضيف غلى رصيده من الدرجات ضمن أحد دروس علم النفس المعرفي التي يتلقاها. وقد أجرى (كاون) هذه التجربة على أمه وأخته وأخيه دون علمهم. وقام بعمل كتيبات صغيرة تحتوي على أربع روايات قصيرة تصف أحداث من المفترض أنها قد وقعت في مرحلة الطفولة، ثم قام بتوجيه من خضعوا لهذه التجربة لمحاولة تذكّر أكبر قدر ممكن من المعلومات عن الأحداث الأربعة، ثم قام بتوجيههم إلى كتابة هذه التفاصيل على مدى ستة أيام. والحقيقة أن واحدة من الروايات الأربعة كانت كاذبة؛ وهي رواية عن ضياع شقيق (كوان) في مركز للتسوق في سن الخامسة، ثم تم إنقاذه على يد شخص مسن وإعادته إلى ذويه وجمع شمله مع أسرته. خلال التجربة. والغريب أثناء التجربة أنه وعند غير قصد قام شقيق (كوان) باختراع عدة تفاصيل إضافية للرواية كاذبة. وبعد انتهاء التجربة وعند إخبار كل من تمت عليهم التجربة بأن أحد الروايات كانت كاذبة، لم يستطع شقيق (كوان) تمييز أيًا من الروايات كانت كاذبة ولم تحدث أبدًا، بل ولم يتسطع التصديق عندما أُخبِر بأنها رواية ضياعه في المركز التجاري.
لاحقًا قام (كوان) باستخدام نفس المنهج والطريقة لتكرار التجربة على 24 متطوع، وذلك بمساعدة إليزابيث لوفتس (Elizabeth Loftus) أستاذ علم النفس المعرفي الأمريكية والخبيرة في الذاكرة البشرية، وأحد الخريجات وهي جاكلين بيكريل (Jacqueline Pickrell). وأظهرت التجربة أن 25% من المتطوعين قد استطاعوا تذكر ذكريات حادثة لم تقع يومًا. وذكرت نتائج التجربة أن الذكريات المملوكة للواقعة الغير حقيقية عادًة ما تكون أقل وضوحا من الذكريات المملوكة لأحداثًا حقيقية، وأن المشاركين عمومًا قد استخدموا عددًا من الكلمات لوصف الأحداث الحقيقية أكبر من عدد ما استخدموة من كلمات لوصف الأحداث الكاذبة (التي لم تقع). وفي نهاية التجربة عندما تم إعلام المشاركين بأن واحدًة من الأحداث الأربعة كانت كاذبة، فشل خمسة منهم (من أصل 24) في اختيار حادثة الضياع في المركز التجاري كحادثة كاذبة، بل قاموًا باختيار واحدة من الأحداث الحقيقية بدلًا منها.
وتقول خبيرة الذاكرة (إليزابيث لوفتس) أن هذه التجربة تعد دليلًا على ظاهرة «زرع الذاكرة» أي تخليق وزرع أحداث لم تقع أبدًا داخل ذاكرة أحد الأشخاص، وأن هذه الذكريات الكاذبة (كذكرى الضياع في المركز التجاري) يمكنها أن تُبني على أصل من ذكريات لأحداث قد وقعت بالفعل (مثل الذهاب للمركز التجاري)، وأنه بمرور الوقت يجد الناس صعوبة في التمييز بين ما وقع بالفعل وبين ما يتخيلون أنه قد وقع من أحداث، مما يخلق أخطاءً واضحة في الذاكرة.
وقد تم تكرار نفس التجربة عدة مرات بنفس المنهجية على العديد من المتطوعين من مختلف الأعمار، ودومًا ما كانت تأتي النتيجة بأن 25% ممن يخضعون للجربة يستطيعون تذكر أحداث لواقعة كاذبة بعد توجيههم لتذكرها، بل أن بعضًا منهم كان يضيف تفاصيلًا لهذه القصص والوقائع الوهمية.

## الانتقادات المنهجية والنتائج
وتعد تجربة الضياع في المركز التجاري عمومًا خير دليل على ثبوت إمكانية زراعة الذاكرة، وإمكانية استخدام هذه التقنية لفحص مدى تأثير التحفيز والضغط من جانب أشخاص آخرين على صاحب الذاكرة الأصلية. ويقول معارضون أن هذه النظرية لا يمكن تعميمها على كل أنواع الذاكرة وخصوصًا ذكريات الأحداث الصادمة.
وفي مقال منشور في صحيفة «تطور الطفل»، وُصف امتداد لهذه التجربة عن طريق استخدام أفراد الأسرة لاستجواب أطفال أصغر سنًا، فظهرت النتيجة بثبوت إمكانية زرع ذكريات لأحداث لم تقع أبدًا داخل ذاكرة الأطفال بشكل أسهل. ومع ذلك فقد كان من الصعب زرع ذكريات حادثة محرجة ومؤلمة كاستخدام حقنة شرجية.
وأشارت مقالة أخرى كتبها (كينيث بوب) في مجلة (علم النفس الأمريكي) أن إضافة بعض المتغيرات للتجربة قد يغير من النتائج. وتساءل بعض المتخصصين عن قدرة هذه التقنية على خلق وزرع ذكريات كاذبة عن حادثة اعتداء جنسي داخل ذاكرة الأطفال الخاضعين للتجربة. وقد عبرت كلًا من (لين كروك) و(مارثا دين) عن رأيهما قائلتين أن الطرق المستخدمة في تجربة الضياع في المركز التجاري تعد طرقًا غير أخلاقية، بالإضافة إلى أنه لا يمكن تعميم نتائج التجربة على ذكريات الحياة الحقيقية، وذكريات الحوادث الصادمة. وفي ردها على هذه الاتهامات، تقول (إليزابيث لوفتوس) أنها لم تعمد أبدًا إلى تعميم نتائج تجربتها لتشمل ذكريات الاعتداءات الجنسي أثناء الطفولة عند بعض الأشخاص. ودومًا ما تهتم بتوضيح أن تجربة الضياع في المركز التجاري تؤكد إمكانية التلاعب بالذاكرة البشرية. كما اتهمت (إليزابيث) كاتبة المقالة (كروك) بأن اعتراضاتها في هذا المقال ما هي إلا جزء من سلسلة طويلة من الجهود لتشويه سمعة عملها ونزاهتها كباحثة.